# Lawrence Dundas (1er baronnet)
Lawrence Dundas, 1er baronnet (c. 1710 - 21 septembre 1781) est un homme d'affaires, propriétaire et homme politique écossais.

## Biographie
Il est le fils de Thomas Dundas et de Bethia Baillie. Il construit la base de sa fortune comme commissaire général à la fourniture de biens à l'armée britannique au cours des campagnes contre les Jacobites et en Flandre pendant la guerre de Sept Ans, entre 1756 et 1763. Par la suite, il se diversifie dans le secteur bancaire (il développe Grangemouth en 1777) et est l'un des principaux bailleurs de fonds du Canal de Forth et Clyde qui traverse son domaine, situé à Kerse House près de Falkirk. Il laisse à son fils un patrimoine d'une valeur de 900 000 £. Il est également un homme de goût, élu membre de la Société des Dilettanti en 1750.

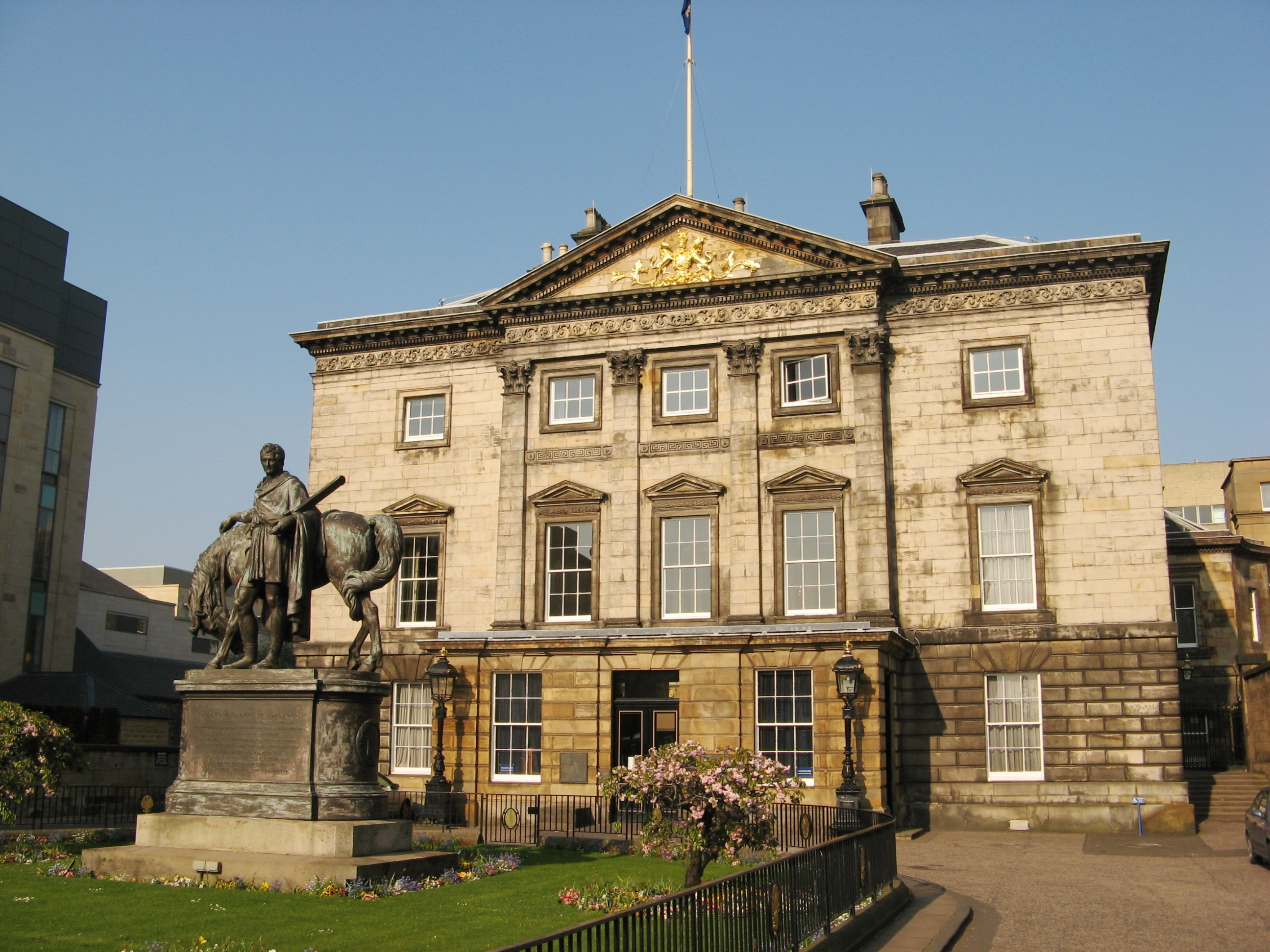
Dundas House, St. Andrew Square, Édimbourg

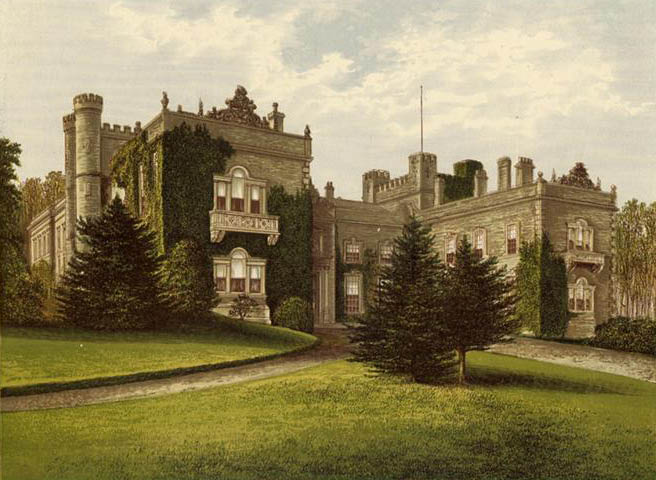
Aske Hall, v.1880

Il achète à Lord Holderness le domaine Aske, situé près de Richmond dans le North Yorkshire, en 1763, au prix de £ 45 000, puis il est agrandi et transformé au goût palladien par le premier architecte du Yorkshire, John Carr, qui conçoit également de nouvelles écuries.
En 1768, il acquiert une taverne "Peace and Plenty" sur le terrain destiné à devenir la nouvelle ville d'Édimbourg. Le projet de James Craig prévoit le site pour une église, mais la richesse et la puissance de Dundas lui ont permis de concevoir son propre manoir à cet endroit, un peu en dehors de la grille de la ville nouvelle. Cette maison, qui s'appelle maintenant Dundas House sur St. Andrew Square, est conçue par William Chambers et devient le siège de la Royal Bank of Scotland en 1825. La façade et le plafond de 1857 figurent sur les dessins actuels de la billets émis par la Banque Royale,.
Il achète la grande maison de Leoni près de Londres, Moor Park, pour laquelle il commande un ensemble de tentures en tapisserie des Gobelins avec des médaillons de François Boucher et une longue suite de meubles et de sièges assortis, pour lesquels Robert Adam fournit des dessins: ils sont parmi les premiers mobilier anglais néoclassique. Thomas Chippendale (1763-1766) fournit de nouveaux meubles, destinés à Aske et à la magnifique maison de Londres située au 19 Arlington Street à Londres, ainsi que ses rivaux, l'ébéniste royal William Vile et John Cobb, ainsi que Samuel. Norman (Gilbert). Une paire de commodes en marqueterie dans le goût français par un ébéniste français travaillant à Londres, Pierre Langlois, est chez Aske . Capability Brown a travaillé sur le parc d’Aske et a conçu un pont. Dans les années 1770, Sir Lawrence s’adressa à Robert Adam pour un remodelage plus poussé et des projets d’ameublement.
Le domaine Aske comprend la circonscription de Richmond. Il est donc en mesure de nommer un député. Il épouse Margaret Bruce et ils ont un fils, Thomas Dundas.
James Boswell décrit Dundas comme « un gentilhomme écossais et jovial, de bonne adresse mais pas très éclairé ... je l'aimais beaucoup ».
Dundas est un grand collectionneur d'art. Longtemps après sa mort, M. Greenwood vend 116 de ses tableaux du 29 au 31 mai 1794 à Leicester Square. Parmi celles-ci figurent des œuvres de Cuyp, Murillo, Raphaël, Rubens et Teniers . Certains des Murillos et peut-être d'autres travaux auraient été achetés à la commission par l'ami de Dundas, John Blackwood.